# Ermreuth

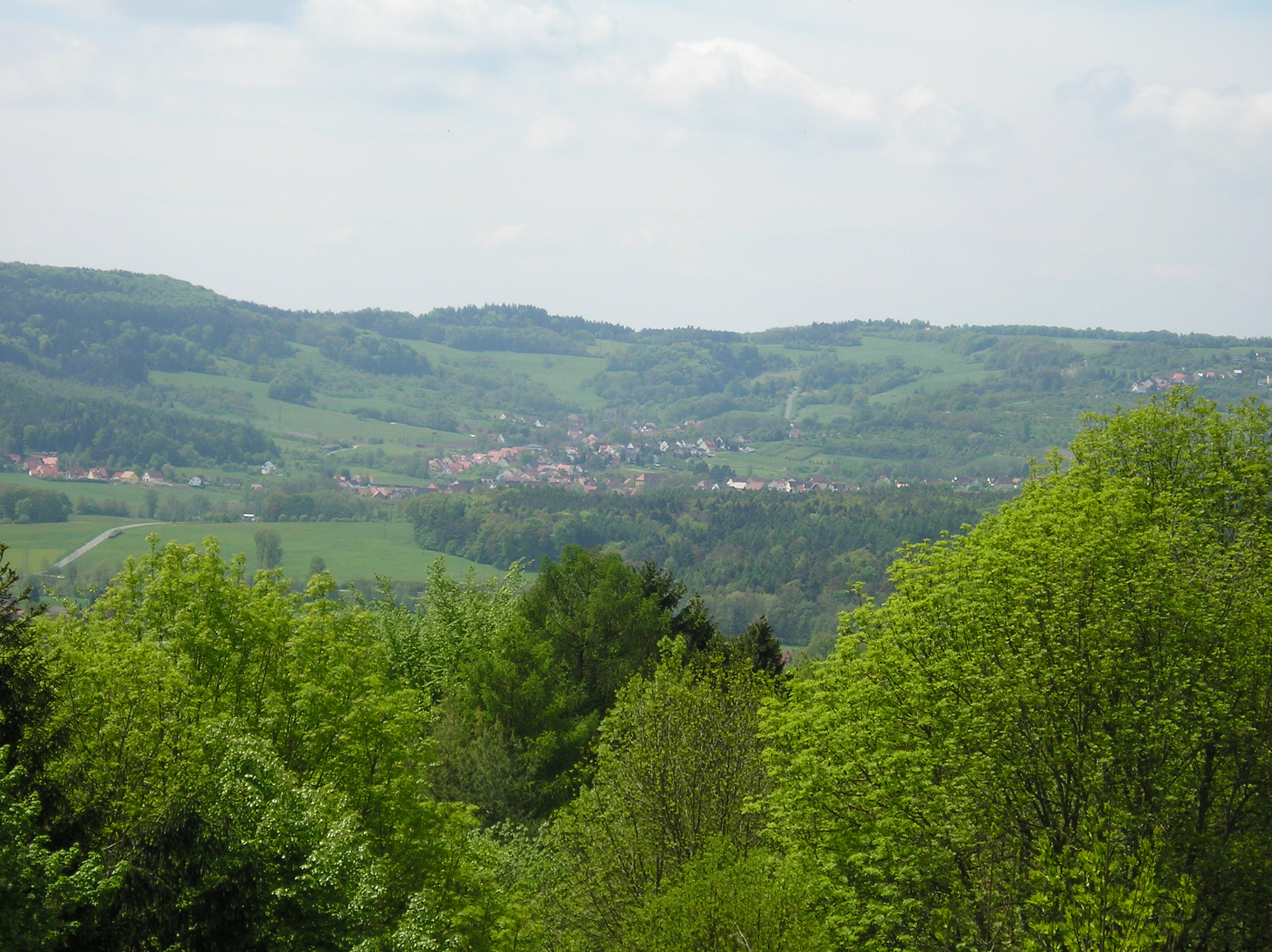
Oberes Schwabachtal; Blick von Kasberg aus auf Ermreuth und Rödlas

Ermreuth ist ein Gemeindeteil des Marktes Neunkirchen am Brand im Landkreis Forchheim (Oberfranken, Bayern).

## Lage
Das Pfarrdorf liegt im oberen Schwabachtal, sechs Kilometer nordöstlich von Neunkirchen am Brand und vier Kilometer westlich von Gräfenberg.

## Geschichte
Der Ort (früher Erporuit, Ermbreuth) wurde von Mitgliedern des Geschlechts von Egloffstein vermutlich im 11. Jahrhundert gegründet. Die erste urkundliche Erwähnung erfolgte im Jahr 1128. Von den Herren von Egloffstein ging die Hälfte von Ermreuth 1400 an Barbara Muffel, Gemahlin des Eschenauer Gutsherrn Niklas I., Muffel von Eschenau, die andere Hälfte 1422 an den Nürnberger Lorenz Pirckheimer und von diesem 1453 an seinen Schwager Peter von Watt über. 1464 erwarb Niklas III. von Muffel auch die zweite Hälfte von Ermreuth, das bis 1549 ganz im Besitz der Nürnberger Patrizierfamilie von Muffel war.
Nach schweren Verwüstungen im Ersten Markgrafenkrieg 1449 und wechselnden Besitzern wurde der Ort 1796 von Preußen okkupiert und zwei Jahre von preußischen Truppen besetzt. 1800 verzichtete Preußen auf die Landeshoheit über Ermreuth. Sie ging am 1. Januar 1806 auf Bayern über.
Ermreuth war im Wesentlichen kleinlandwirtschaftlich strukturiert. Der Obstbau spielte eine bedeutende Rolle. Seit Beginn der 1950er Jahre konnten sich viele Landwirte von den Erträgen der kleinen Güter nicht mehr ernähren, sie suchten sich als Pendler Arbeit in den nahen Städten. Die Landwirtschaft wird überwiegend nur noch als Nebenerwerb betrieben.
Am 1. Januar 1972 verlor die Gemeinde ihre Selbstständigkeit und wurde in den Markt Neunkirchen am Brand eingegliedert. Sie bestand aus den Gemeindeteilen Ermreuth, Gleisenhof und Saarmühle und hatte eine Fläche von etwa 478 Hektar.
Im Gegensatz zu Neunkirchen sind die Bewohner Ermreuths mehrheitlich evangelisch. Ab etwa 1500 siedelten sich viele Juden in Ermreuth an, die vermutlich aus Nürnberg vertrieben worden waren. 1711 wurde ein jüdischer Friedhof angelegt. 1811 lebten 44 jüdische Familien im Ort. 1822 wurde eine neue Synagoge eingeweiht, eine der größten Dorfsynagogen Oberfrankens. Gegen 1840 waren 220 der etwa 600 Ermreuther Bürger Juden. Seit 1871 durften sie nach dem Gesetz zur Gleichberechtigung aktiv am Gemeindeleben teilnehmen und beteiligten sich beispielsweise an der Gründung der Freiwilligen Feuerwehr. 1933 begann die Diskriminierung der jüdischen Mitbürger. In der Reichspogromnacht vom 9. auf 10. November 1938 wurden sie misshandelt, ihre Wohnungseinrichtungen und die Inneneinrichtung der Synagoge zerstört; am Friedhof wurden Grabsteine umgeworfen. 15 der 19 noch ansässigen Juden wurden 1939 deportiert und ermordet. Nur vier konnten rechtzeitig nach Amerika auswandern.
Das Schloss Ermreuth fand im „Dritten Reich“ als NSDAP-Gauführerschule Verwendung. Anfang der 1980er Jahre diente es als Hauptquartier der Wehrsportgruppe Hoffmann. Deren Gründer Karl-Heinz Hoffmann hatte dort im Jahr 2020 nach wie vor seinen Wohnsitz.
Nach dem Zweiten Weltkrieg ging die Synagoge an die Raiffeisengenossenschaft über und wurde als Lagerhaus genutzt. Nach einem Eigentümerwechsel wurde sie umfassend rekonstruktiv saniert und am 19. Juni 1994 wieder eingeweiht. Der Raum wird heute als Veranstaltungsort genutzt. Zufallsfunde bei der Restaurierung werden in einer Dauerausstellung im Raum präsentiert, welche die Geschichte der ehemaligen jüdischen Landgemeinden am Beispiel von Ermreuth veranschaulichen.

## Kultur und Sehenswürdigkeiten
Sehenswert sind die ehemalige Synagoge, das Schloss und die Kirche.

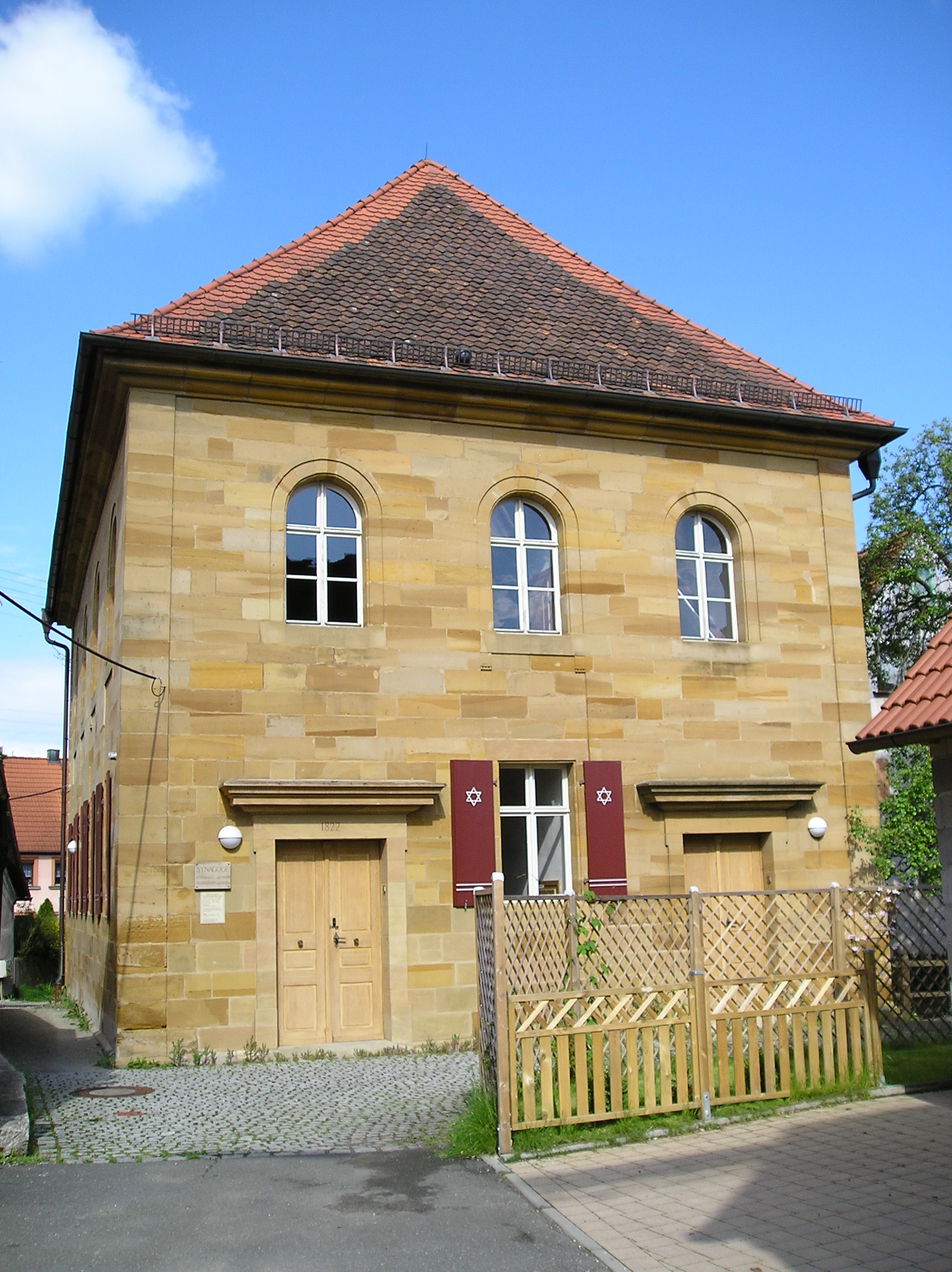
Die Ermreuther Synagoge
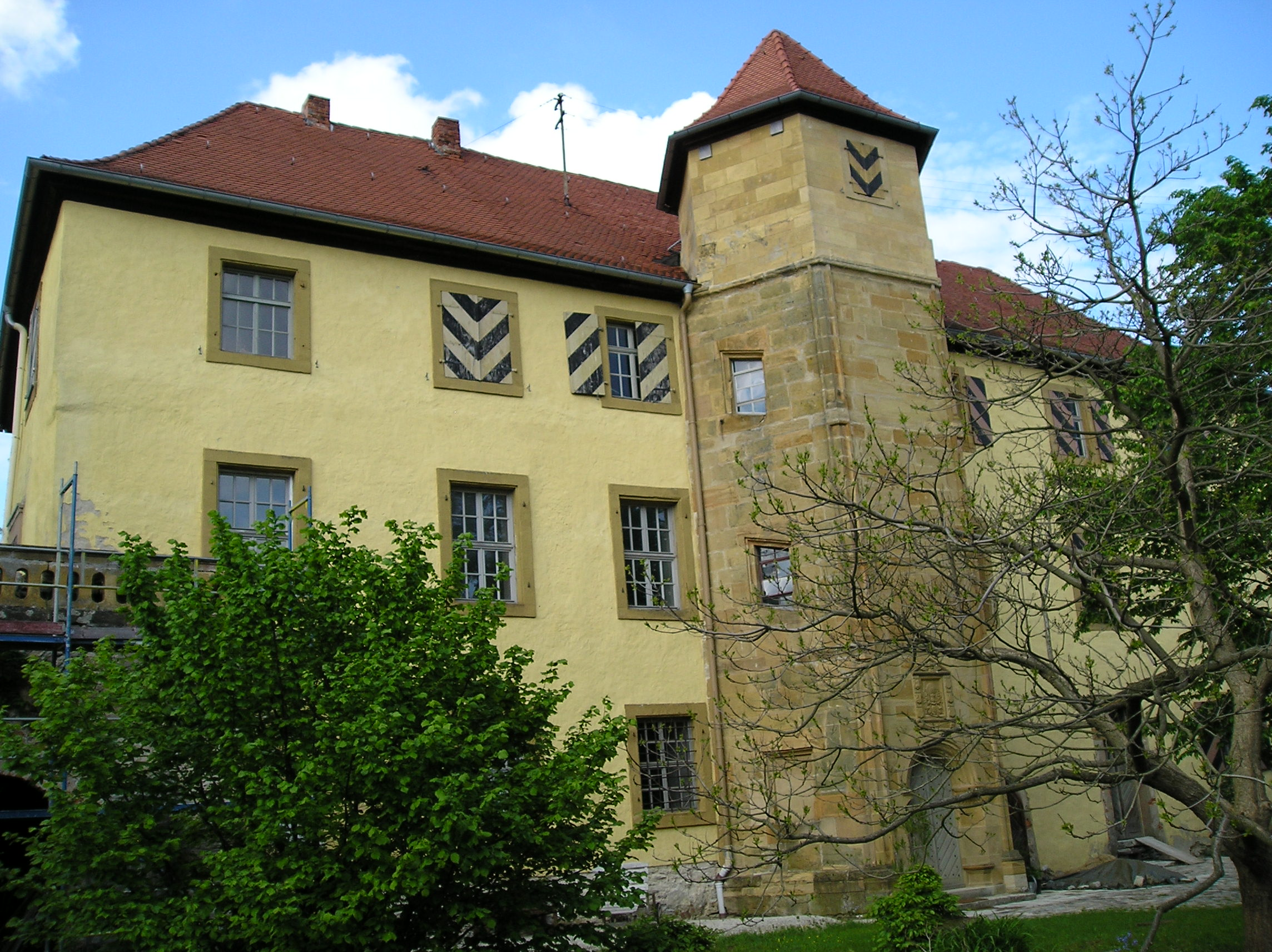
Frontfassade des Schlosses
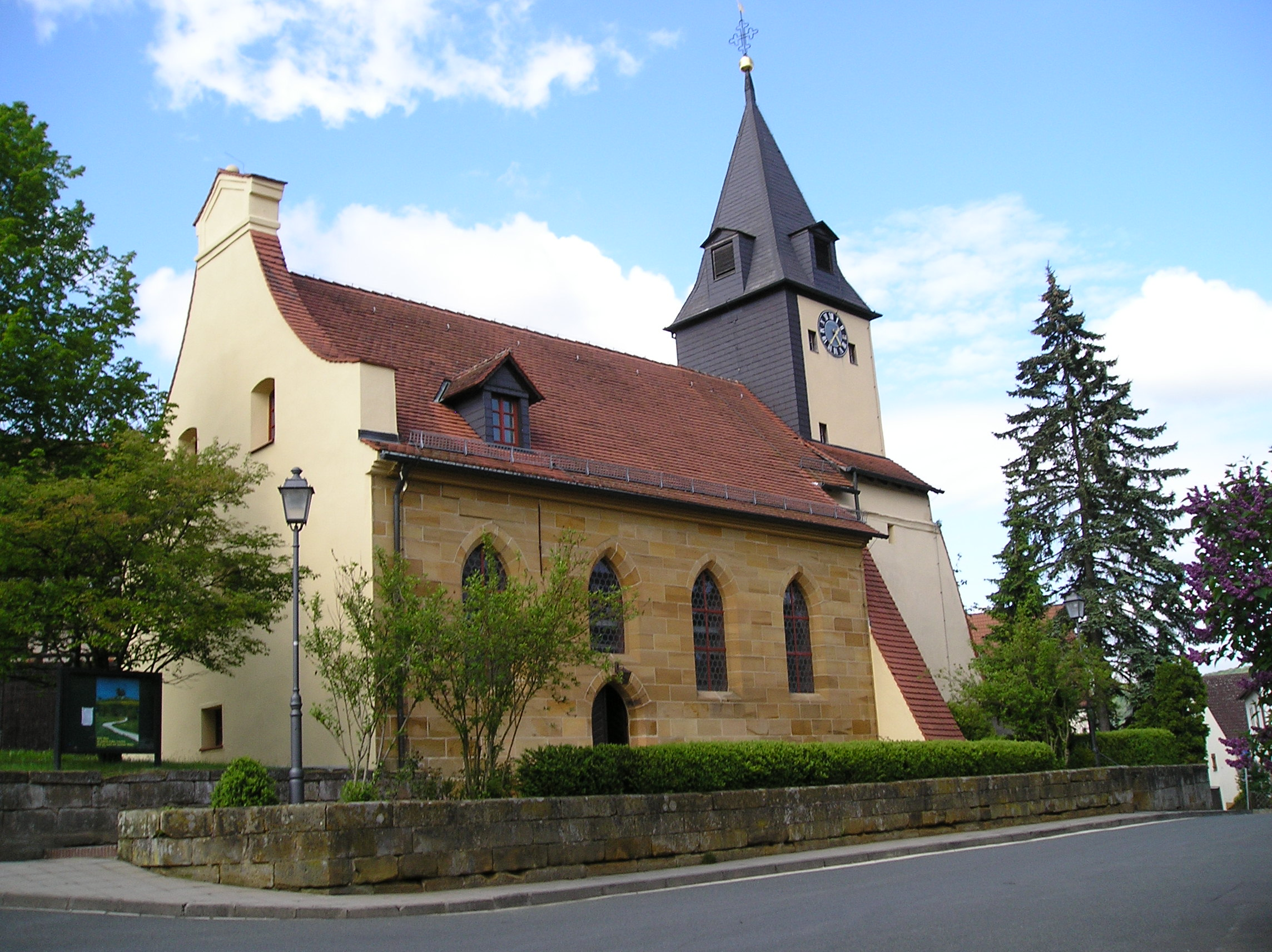
Dorfkirche
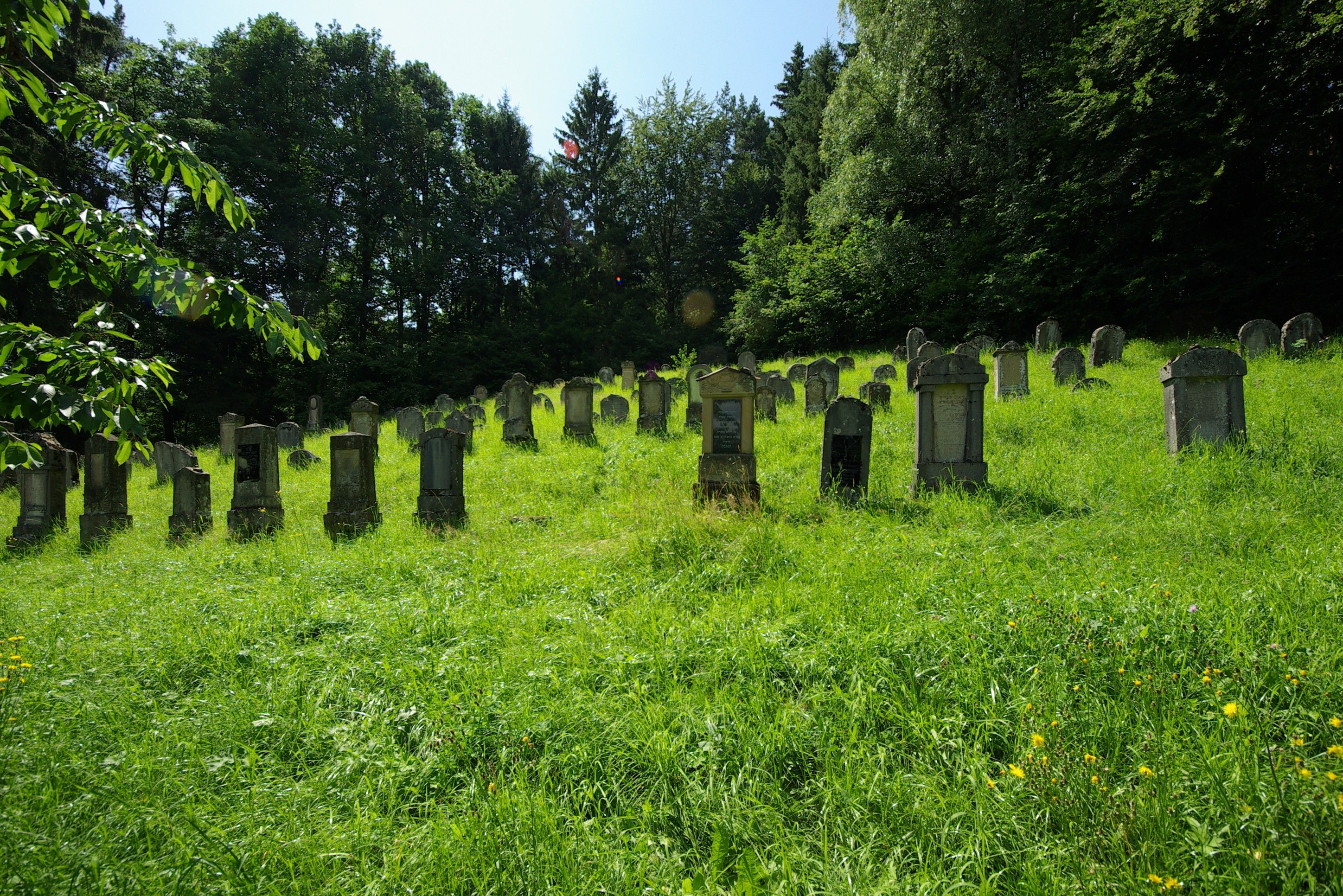
Jüdischer Friedhof

## Söhne und Töchter des Ortes
- Johann Bernhard Fischer (1756–1813), Kameralist, Agrarwissenschaftler, Kalligraf, Lokalhistoriker und Autor
- Christoph Weiß (1813–1883), Kunstdrechsler und Schriftsteller